# Université pontificale de Salamanque
L'université pontificale de Salamanque est une université catholique privée située à Salamanque en Espagne.

## Historique
L'université a été fondée en 1134 pour la première fois et a la même origine que l'université de Salamanque. En 1854, elle est réunie à l'université d'État de Salamanque. Le pape Pie XII l'a instituée université pontificale en 1940 avec une faculté de théologie et une faculté de droit canonique.

## Enseignement
Parmi ses enseignants, elle compte Olegario González de Cardedal, professeur de théologie, prix Ratzinger en 2011. Pablo Maria de la Cruz, frère carme, a également été étudiant à l'Université pontificale de Salamanque.
L'université accueille 8 500 étudiants et offre 34 diplômes de licence, 24 diplômes de maîtrise et 11 programmes de doctorat (en 2008).